# 589 v.Chr.
Het jaar 589 v.Chr. is een jaartal volgens de christelijke jaartelling.

Koninkrijken Juda (geel) en Israël (blauw)

## Gebeurtenissen

### Egypte
- Koning Apries (589 - 570 v.Chr.) wordt de vijfde farao van de 26e dynastie van Egypte.
- Apries begint met een agressieve buitenlandse politiek tegen het Babylonische Rijk.

### Palestina
- Koning Sedekia van Juda (huidige Israël) sluit een alliantie met farao Apries.

### Griekenland
- Phormion wordt benoemd tot archont van Athene.

## Overleden
- Psammetichus II, farao van Egypte